# Samuel Tenenblatt

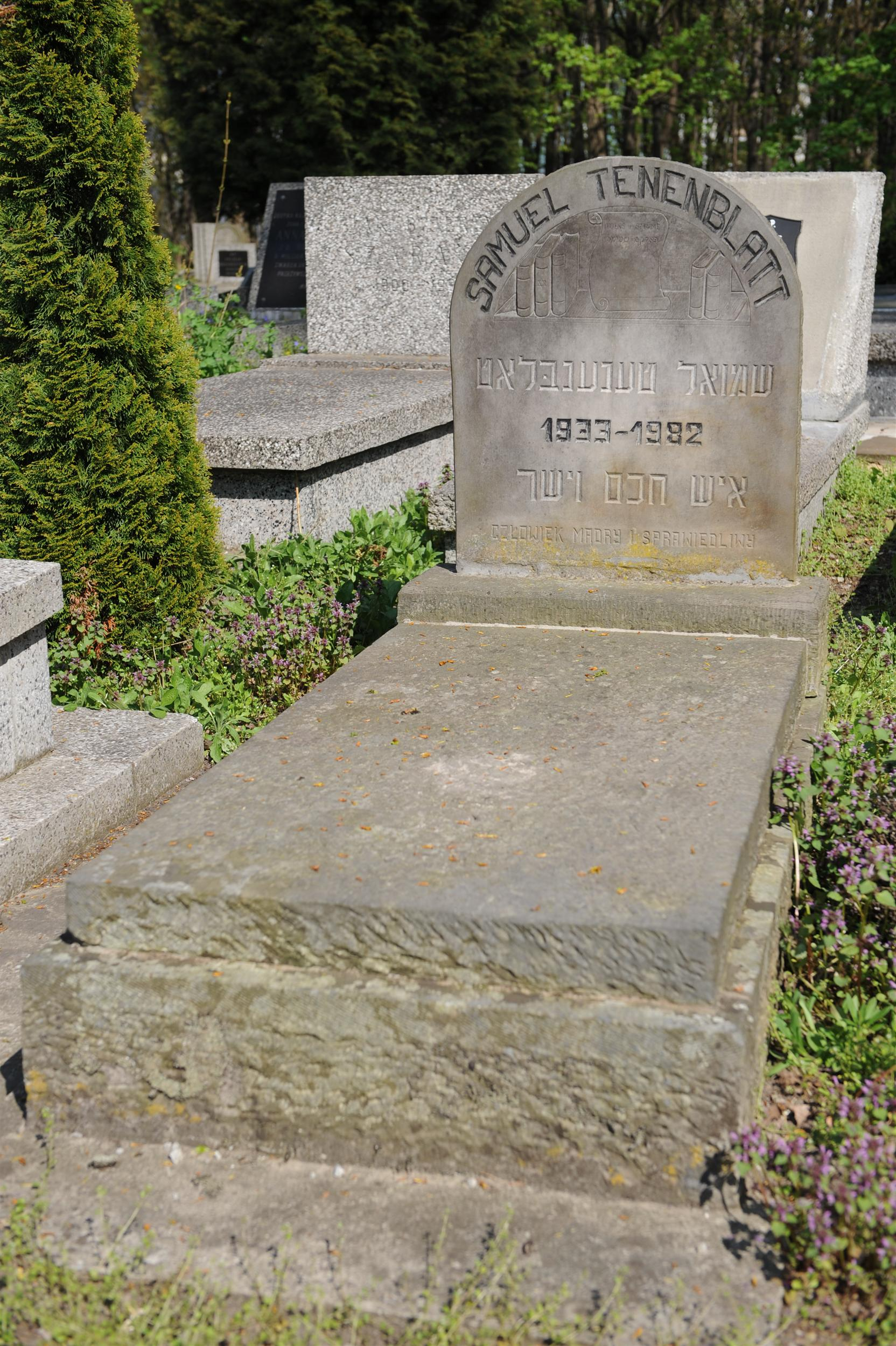
Samuel Tenenblatt sírja a varsói zsidó temetőben

Samuel Tenenblatt, jiddisül שמאול טענענבלאט, más írásmóddal Szmul Tenenblatt (1933 – Varsó, 1982) lengyel újságíró és zsidó aktivista.
1959 és 1968 között a Lengyelországi Zsidó Közéleti és Kulturális Egyesület keretében táborokat és gyermeküdültetéseket szervezett Lengyelországban, meghatározó szerepet töltve be a Soát túlélő nemzedék gondolkodásának alakításában. A Lengyel Egyesült Munkáspárt (a kommunista állampárt) 1968-as antiszemita hecckampányát követően a zsidó közélet szűkebb területére vonult vissza, haláláig – Adam Kwaterkóval közösen – a Lengyel Népköztársaság egyetlen zsidó hetilapja, a Fołks Sztyme főszerkesztője volt. Sírja a varsói központi zsidó temetőben található.